# Rubite
Rubite est une commune de la province de Grenade dans la communauté autonome d'Andalousie en Espagne.

## Géographie

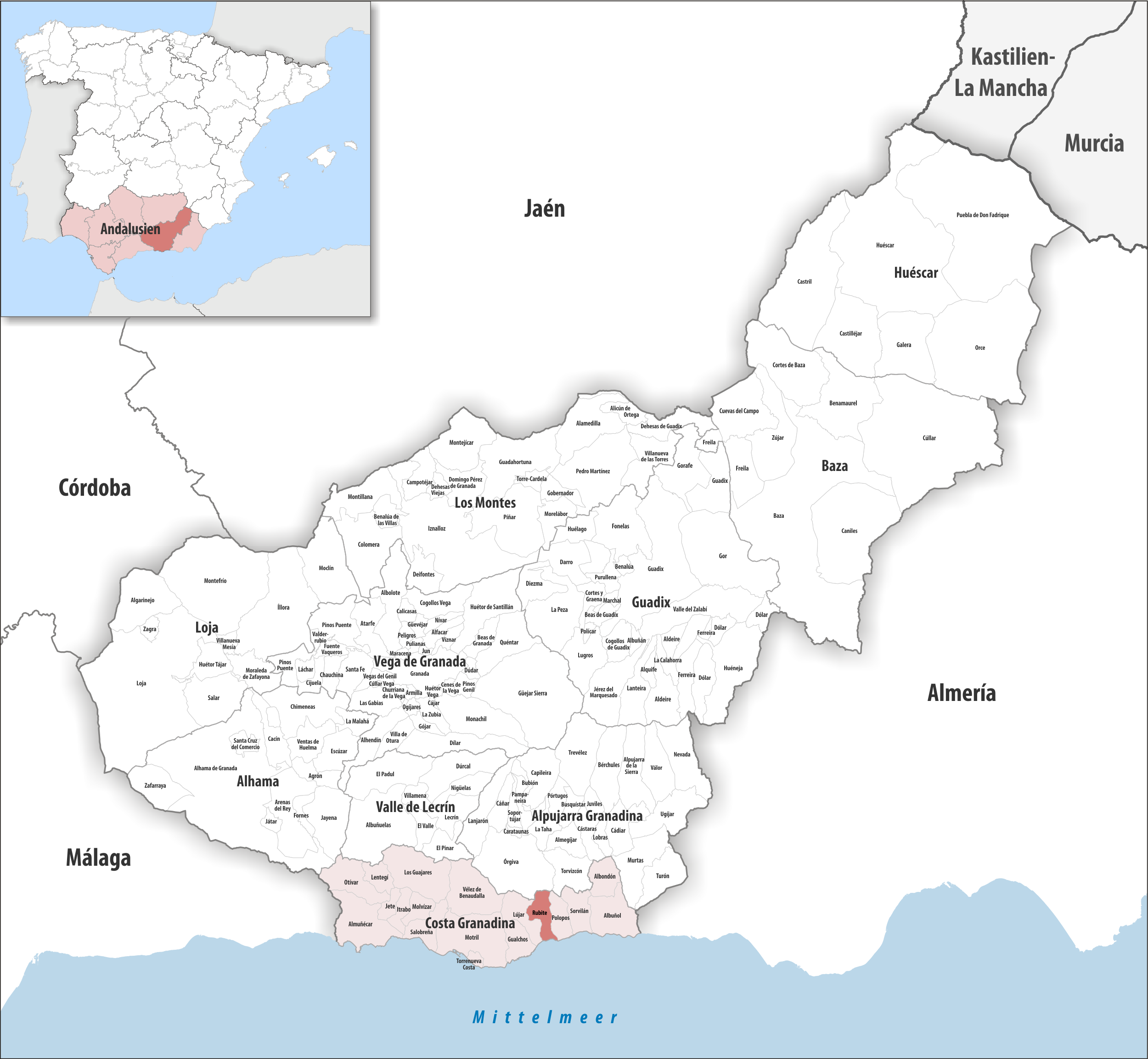
Rubite dans la comarque Côte grenadine, province de Grenade / en Andalousie

### Localisation
La commune de Rubite se trouve au sud-sud-est de l'Espagne, dans le sud de la province de Grenade et dans le centre-est de la comarque Côte grenadine (en espagnol Costa Granadina).
Grenade est à 96 km nord-ouest ;
Madrid à 528 km nord ;
Malaga à 130 km ouest ;
Gibraltar à 268 km ouest-sud-ouest (distances par route).
Rubite fait partie de l'Alpujarra, petite région entre la sierra Nevada au nord et la mer Méditerranée au sud, limitée à l'ouest par la sierra de Lujar (es) et à l'est par la sierra de Gádor.

### Généralités
Rubite est dans le nord de la commune. Les autres villages ou hameaux sont, du nord au sud, Los Gálvez, Los Diaz, Rambla del Agua, et Casarones sur la côte à l'est.

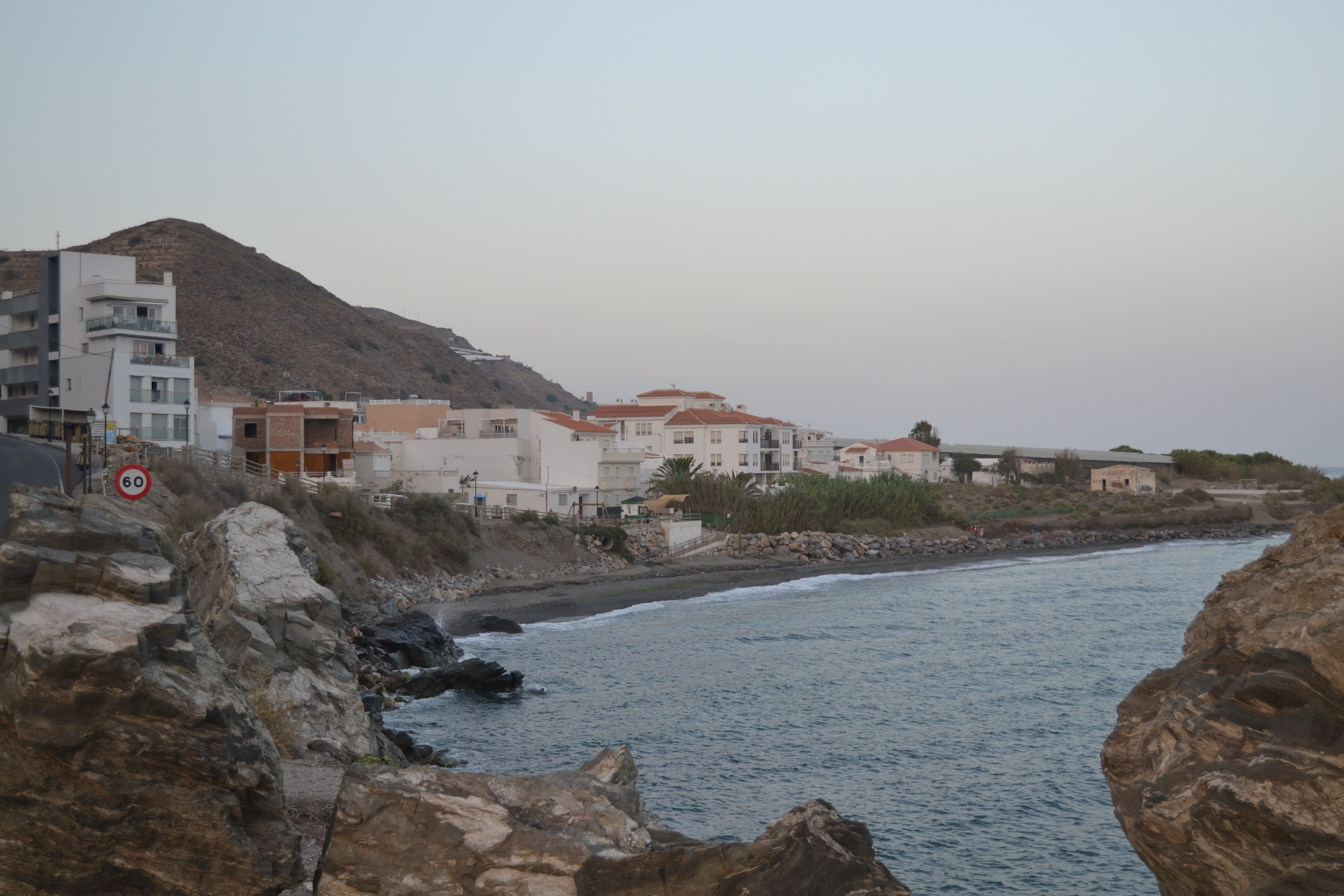
Casarones
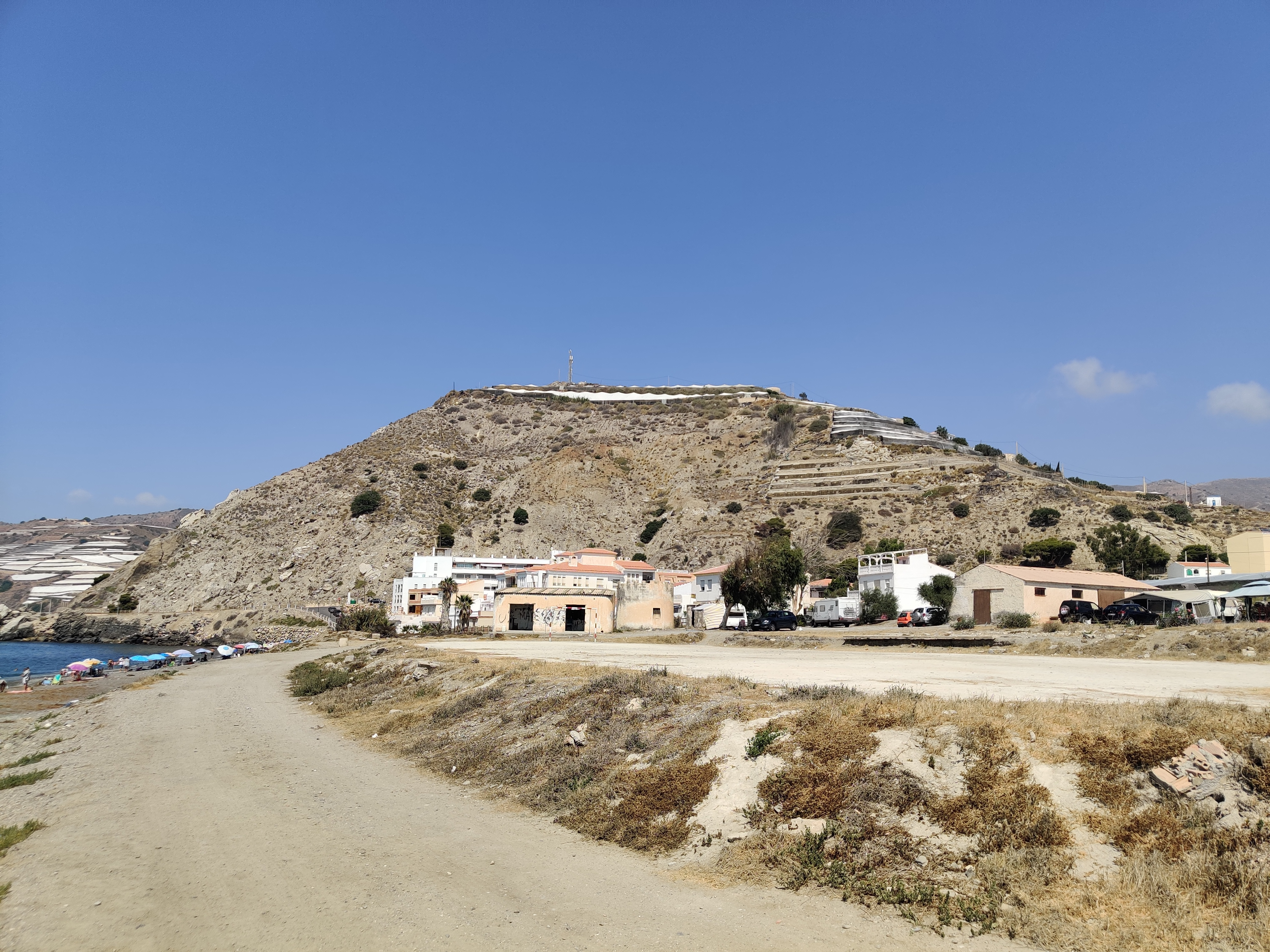
Casarones

## Démographie
| 1991 | 1996 | 2001 | 2004 | 2007 | 2010 |
| ---- | ---- | ---- | ---- | ---- | ---- |
| 436  | 481  | 440  | 492  | 441  | 450  |

## Économie
Le travail de la terre
Dans l'Alpujarra, les terres cultivées représentent plus de 35% de l'occupation des sols. Les terres consacrées aux pâturages permanents et aux espèces forestières sont très réduites ; la culture la plus répandue est de loin le fruitier.
Vin de pays Contraviesa-Alpujarra
Cette petite région est aussi celle de l'appellation « vin de pays » (es) (Vino de la Tierra) Contraviesa-Alpujarra – une appellation remplacée en 2009 par « Cumbres del Guadalfeo » (es),. Elle fait partie d'une région viticole plus prisée qu'un simple vin de pays : le « vin de Grenade » (es), une denominación de origen protegida, équivalent espagnol de l'AOP française. 

Cependant le vignoble y représente dans la plupart des cas un pourcentage inférieur à 5 % du total des terres cultivées ; seules deux communes, Albondón et Murtas, ont plus de 20% de leurs terres cultivées occupées par des vignes. Il faut aussi préciser que les organismes officiels ont bien du mal à déterminer les quantités de vin produites, essentiellement pour deux raisons : c'est surtout une production familiale souvent non déclarée, et c'est dans une zone économiquement déprimée. Ainsi les chiffres du Censo Agrario sont généralement (mais pas toujours) notablement inférieurs à ceux donnés par le Catastro Vitivinícola ou l'Anuario Estadístico de Andalucía, parfois dans des proportions variant de 1 à 5 et même plus.